# Шунич, Иван
И́ван Шу́нич (хорв. Ivan Šunjić; родился 9 октября 1996 года, Зеница, Босния и Герцеговина) — хорватский и боснийский футболист, полузащитник клуба «Пафос» и сборной Боснии и Герцеговины.

## Клубная карьера

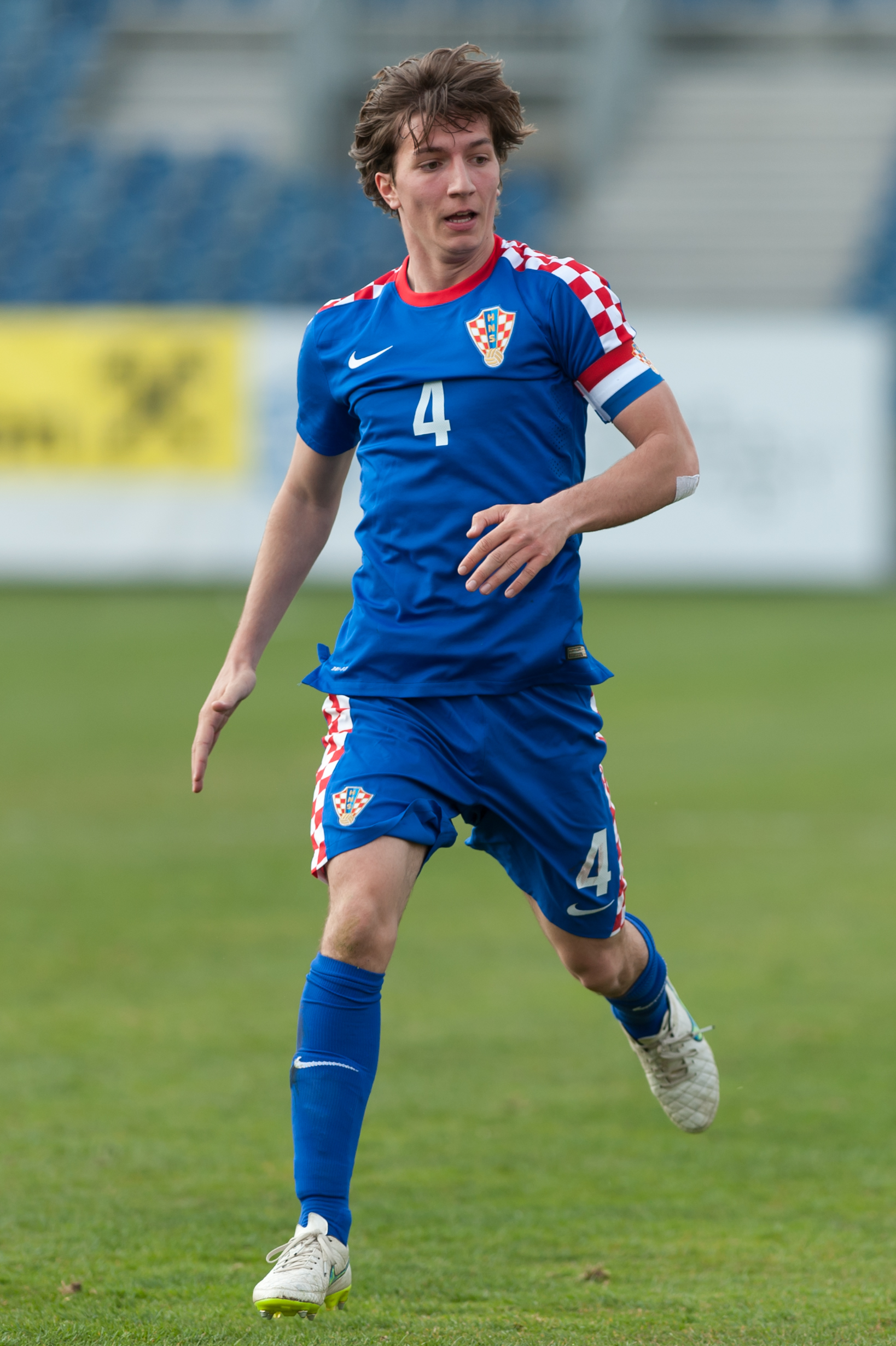
Шуньич в составе молодёжной сборной Хорватии

Шуньич начал карьеру в загребском «Динамо». 10 мая 2014 года в матче против «Истра 1961» он дебютировал во чемпионате Хорватии. В своём дебютном сезоне Лео стал чемпионом страны. В начале 2016 года Шунич перешёл в «Локомотива». 27 февраля в матче против «Осиека» он дебютировал за новую команду. 13 мая 2017 года в поединке против «Интер Запрешич» Лео забил свой первый гол за «Локомотива». В начале 2018 года загребское «Динамо» выкупило обратно Шунича, но до лета оставило его в «Локомотиве» на правах аренды. В сентябре в поединке Лиги Европы против турецкого «Фенербахче» Лео забил свой первый гол за «Динамо».

## Международная карьера
В 2013 году Шунич в составе юношеской сборной Хорватии принял участие в юношеском чемпионате Европы в Словакии. На турнире он сыграл в матчах против команд Италии, России и Украины. В том же году Лео поехал на юношеский чемпионат мира в ОАЭ. На турнире он сыграл в матчах против Марокко, Панамы и Узбекистана.
28 мая 2017 года в товарищеском матче против сборной Мексики Шунич дебютировал за сборную Хорватии.
В 2019 году в составе молодёжной сборной Хорватии Шунич принял участие в молодёжном чемпионате Европы в Италии. На турнире он сыграл в матчах против команд Англии, Франции и Румынии.

## Достижения
«Динамо» Загреб
- Чемпион Хорватии: 2013/14